# Francesco Cavalli
Francesco Cavalli (14 de fevereiro de 1602 — 14 de janeiro de 1676) foi um compositor italiano do início do período Barroco. O seu nome, Pietro Francesco Caletti-Bruni, é mais conhecido de Cavalli, o nome do seu patrono, um nobre veneziano. Cavalli foi um parceiro próximo (e talvez aluno) de Claudio Monteverdi, cuja morte o fez assumir a liderança entre os compositores e músicos de Veneza. Nascido Francesco Caletto, era um grande cantor e entrou para o coro de São Marcos sob a direção de Monteverdi, tornando-se enfim seu organista. A princípio compositor de música sacra (em grande parte perdida), depois de um casamento por dinheiro voltou-se para projetos cênicos. Com a explosão da ópera, escreveu cerca de quarenta de grande sucesso, como Equisto, Giasone, Xerxes e Erismena sendo encenadas em toda a Itália. Ao contrário das primeiras óperas acadêmicas, as de Cavalli tinham ritmo mais ágil e eram cômicas, explorando o contraste entre recitativo e ária. Seu apelo de bilheteria declinou após sua morte, mas sua reputação continua intacta.

## Vida
Cavalli nasceu em Crema, Lombardia. Foi cantor de St Mark's em Veneza-1616, segundo organista-1639, primeiro organista-1665, em 1668 maestro di cappella, é lembrado principalmente pelas suas óperas.
Começou a escrever em 1639 (Le Nozze di Teti e di Peleo) logo após o primeiro teatro de ópera público aberto em Veneza. 
Morreu em Veneza com a idade de 73 anos.

## Lista de Obras

### Óperas
| - Le nozze di Teti e di Peleo (1639) - Gli amori d'Apollo e di Dafne (1640) - La Didone (1641) - L'amore innamorato (1642, music lost) - La virtù dei strali d'Amore (1642) - Egisto (1643) - L'Ormindo (1644) - La Doriclea (1645) - Il Titone (1645, music lost) - Il Giasone (1649, considered to be the most popular) - L'Euripo (1649, music lost) - L'Orimonte (1650) - Oristeo (1651) - La Rosinda (1651) - La Calisto (1651) - Eritrea (1652) - Il Delio (La Veremonda, l'amazzone di Aragona) (1652) | - L'Orione (1653) - Ciro (1654) - Il Xerse (1654) - L'Erismena (1655) - La Statira (Statira principessa di Persia) (1655) - L'Artemisia (1657) - Hipermestra (1658) - L'Antioco (1659, music lost) - Il rapimento d'Helena (Elena) (1659) - Ercole amante (1662) - Scipione affricano (1664) - Mutio Scevola (or Muzio Scevola) (1665) - Pompeo Magno (1666) - Eliogabalo (1667) - Coriolano (1669, music lost) - Massenzio (1673, music lost) |